# 対決の交響曲
『対決の交響曲』（たいけつのこうきょうきょく、独: Symphonie der Konfrontationen）は、ロヴロ・フォン・マタチッチが作曲した交響曲である。

## 編成
2群の弦五部、大規模の打楽器群、2台のピアノ。管楽器は除外されている。

## 演奏時間
約60分。
第1楽章 「地球上どこにでも見られる対決の多く…」序奏；獰猛な、そして興奮してもかまわないアレグロ―前進するテンポ；アレグロ "Solche Konrfontationen überall auf unsrem Planeten...." (Introduzióne; Allegro feroce e agitato possibile - Tempo avanti; Allegro)
軍楽の行進を思わせる激しい打楽器アンサンブルからすぐに弦楽による序奏主題が現れる。時折聞こえるピアノの独奏が弦楽と打楽器の激しい不協和音に遮られる。
第2楽章 「……それらはまた我々自身それぞれの内側まで溢れている」　自由なカデンツァ；ポコ・レント―プレスト―アレグロ・ジュスト "....und ebenfalls innerhalb jedes von uns selbst." ( Cadenza libera; Poco lento - Presto - Allegro giusto)
ヴァイオリンの陰鬱な独奏からピアノに引き継がれる。打楽器アンサンブルが警告を鳴らす鐘のように奏される。
第3楽章 葬送諧謔曲；「技術主義こそ我々の環境を破壊するばかりではなく精神的価値も忘れさせ、夢見るごとく自滅への千鳥足を強制……」　トリオ；「そしてディエス・イレの火焔を我々自身の手で点火してしまう」 Scherzo macabro; "Bedroht von der Technokratie, die die Umwelt uns zerstört, vergessen wir gei stige Werte und träumen auf Straße der Selbstvernichtung...." - Trio; "....und entzünden selbst die Flammen des Dias Irae."
第4楽章 フィナーレ；「人類そして大地に備わる霊魂への我々の信頼」 Finale; "Unsre Hoffnung auf den Geist des Menschen und der Erde."